# Cratone Churchill

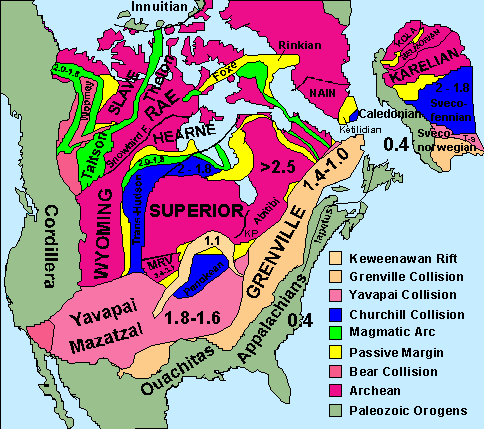
Paleo mappa dei cratoni e delle cinture orogenetiche del Nord America e della Scandinavia. Il cratone Churchill comprende le province (cratoni) Hearne e Rae, entrambi in color fucsia.

Il cratone Churchill è la sezione nordoccidentale dello scudo canadese e si estende dalla parte meridionale del Saskatchewan e dell'Alberta fino al Nunavut settentrionale, in Canada.
Il cratone ha una storia geologica molto complessa, caratterizzata da almeno sette intervalli tettonici-metamorfici, inclusi alcuni eventi accrezionali magmatici. La provincia Churchill occidentale fa parte del cratone che è esposto a nord e ovest della baia di Hudson. La provincia Churchill occidentale risale all'Archeano, circa 1,83 miliardi di anni fa, e contribuisce alla complessa e protratta storia tettonica del cratone, marcando un importante cambiamento nel comportamento del cratone Churchill, con molti residui di rocce sopracrostali e granitoidi dell'Archeano.

## I più importanti intervalli tettonici-metamorfici
- 2,69 miliardi di anni fa (Ga): deformazione nel dominio Hearne settentrionale.
- 2,685 Ga: metamorfismo di scisto verde e deformazione nel dominio Hearne centrale.
- 2,60 Ga: plutonismo granitoide nei domini Hearne settentrionale e Rae.
- 2,50-2,55 Ga: metamorfismo e deformazione nel dominio Hearne settentrionale.
- 1,9 Ga: metamorfismo e deformazione nel dominio Hearne settentrionale.
- 1,83 Ga: magmatismo e deformazione nei domini Hearne settentrionale e Rae.
- 1,755 Ga: plutonismo nei domini Hearne occidentale e Hearne orientale.[1]